# Ivan Graf
Ivan Graf (Zagabria, 17 giugno 1987) è un calciatore croato, difensore dell'Opatija.

## Carriera
Graf ha iniziato la sua carriera con i dilettanti del Vrapče nel 2008, prima di unirsi agli sloveni del Primorje nella stagione successiva. Nell'ottobre 2010, è stato annunciato che gli stipendi di lui insieme ad altri quattro giocatori erano dovuti. Di conseguenza, ha avviato una procedura legale. Era anche legato a un trasferimento agli sloveni del Domžale. Nel marzo 2011, si è trasferito agli ucraini del Tavrija, firmando un contratto biennale, ed è diventato il sesto acquisto del club nella finestra invernale di calciomercato. A ottobre, il suo contratto è stato risolto di comune accordo.
Graf è tornato in Croazia nel 2012 e ha firmato con il Lučko per una cifra sconosciuta. Nel 2013 si è trasferito al NK Zagabria. A luglio, è entrato a far parte dell'Istria 1961. Ha fatto il suo debutto nella vittoria per 3-1 con l'Osijek, dove ha segnato un gol al 59º.
Graf si è unito all'Ertis militante nella massima serie kazaka all'inizio della stagione 2015, avendo saputo che avrebbe potuto lasciare il club a luglio 2015, prima di firmare un nuovo accordo annuale con l'Ertis nel gennaio 2016. Prima della stagione 2016, Graf è entrato a far parte del Qaisar.